# NGC 4282
NGC 4282 est une petite galaxie lenticulaire située dans la constellation de la Vierge. NGC 4282 a été découverte par l'astronome américain Albert Marth en 1864.

## Caractéristiques
Sa vitesse par rapport au fond diffus cosmologique est de 1 283 ± 24 km/s, ce qui correspond à une distance de Hubble de 18,9 ± 1,4 Mpc (∼61,6 millions d'al).

## Amas de la Vierge
Bien qu'elle n'apparaisse dans aucun groupe de galaxies des sources consultées, la désignation VCC 411 (Virgo Cluster Catalog) indique que cette galaxie fait partie de l'amas de la Vierge.